# 22780 McAlpine
22780 McAlpine (1999 FS37) là một tiểu hành tinh vành đai chính được phát hiện ngày 20 tháng 3 năm 1999 bởi nhóm nghiên cứu tiểu hành tinh gần Trái Đất phòng thí nghiệm Lincoln ở Socorro.